# Erüszikhthón
Erüszikhthón (görögül: Έρυσίχθων) a görög mitológiában Triopasz thesszáliai király fia. Féktelen vakmerőségében Erüszikhthón kivágja Démétér szent ligetének fáit, nem törődve az istennő figyelmeztetésével, aki papnő képében megjelenik előtte. Büntetésül Démétér csillapíthatatlan éhséggel veri meg Erüszikhthónt. Az Erüszikhthón-mítosz Kallimakhosz (Himnusz Démétérhez) és Ovidius (Átváltozások) feldolgozásában maradt ránk. Kallimakhosz a hétköznapi részletekre összpontosítja figyelmét: Erüszikhthón anyja, aki szégyelli fia mértéktelen étvágyát, különböző ürügyekkel visszautasítja a szomszédok lakomameghívásait, ugyanakkor Erüszikhthón, miután elfogyasztotta a ház egész készletét, felfalja a teherhordó öszvéreket és a tehenet, a hátaslovat, a harci mént és a házi macskát, aztán kiáll az útra, és ennivalót koldul az arrajáróktól. Ovidius részletesen leírja Démétér szent fáinak kivágását, s új szereplőt is iktat a történetbe: Erüszikhthón a leányát, aki alakját változtatni képes, többször eladja rabszolgának, s az érte kapott pénzt ennivalóba fekteti, míg végül mardosó éhségében tulajdon testét kezdi felfalni.